# Luka Balvan
dr.sc.Luka Balvan, (Banja Luka, 9. lipnja 1967.), magistar novinarske struke, doktor znanosti.

## Životopis
Diplomirao je na Fakultetu političkih znanosti Sveučilišta u Zagrebu na studiju novinarstva s temom iz područja odnosa s javnošću i stekao akademski naziv magistar novinarstva. Završio je Diplomatsku akademiju pri Ministarstvu vanjskih i europskih poslova u Zagrebu na kojoj se usavršavao na području diplomacije i diplomatskih vještina, medijske edukacije, korporativnih komunikacija, odnosa s javnošću, hrvatske povijesti i diplomacije, međunarodnih odnosa i politike, europskih integracija i NATO-a. Doktorirao je na Filozofskom fakultetu Sveučilišta u Zagrebu u području društvenih znanosti, polju informacijskih i komunikacijskih znanosti i u grani odnosa s javnošću. Godinama se bavi javnim nastupom kao predavač na sveučilišnim i privatnim obrazovnim institucijama, kantautor, glasnogovornik i motivator u Hrvatskoj te u dijaspori u Europi, Kanadi, Americi i Australiji. Pri Hrvatskoj udruzi za odnose s javnošću voditelj je Sekcije za javni sektor koja okuplja stručnjake iz područja odnosa s javnošću iz javnog i državnog sektora, s ciljem razmjene informacija i praksi i pozitivnog utjecaja na ponašanje i proaktivno djelovanje. Predsjednica Republike Hrvatske Kolinda Grabar-Kitarović odlikovala je dr. Luku Balvana „Redom hrvatskog pletera“ za osobit doprinos razvitku i ugledu Republike Hrvatske. Područja su njegova djelovanja: odnosi s javnošću, vođenje i koordinacija projekata, digitalne i korporativne komunikacije, brendiranje. Radi kao glasnogovornik u Središnjem državnom uredu za razvoj digitalnog društva.

## Nagrade i priznanja
Nagrađen većim brojem priznanja i nagrada. Ističe:
- priznanje Udruge za promicanje kvalitetnog obrazovanja mladih s invaliditetom za nesebičnu pomoć u čitanju pri snimanju izdanja zvučne Biblije za slijepe i slabovidne osobe
- priznanje kardinala Vinka Puljića i banjolučkog biskupa dr. Franje Komarice za potporu u organizaciji i promociji Susreta hrvatske katoličke mladeži u BiH.[1]
- odlikovanje predsjednice Republike Kolinde Grabar-Kitarović Redom hrvatskog pletera[2]